# Jacques Houssat
Jacques Houssat (Clermont-Ferrand, 22 giugno 1937 – Clermont-Ferrand, 25 giugno 1997) è stato un pilota di rally francese, specializzato nei rally raid, vincitore un Rally Dakar (1991), categoria camion.

## Biografia
Accanto alla vittoria al Rally Dakar 1991, ha collezionato altri tre secondi posti nel raid africano, sempre con il team Perlini e una partecipazione nelle auto, con un buon 16º posto nel 1989.

## Palmarès

### Rally Dakar
| Anno | Categoria | Navigatore-meccanico                | Mezzo         | Pos. | Pos. (auto) |
| ---- | --------- | ----------------------------------- | ------------- | ---- | ----------- |
| 1985 | Camion    | Bernard Milanolo - François Donin   | Mercedes 2628 | 14º  |             |
| 1986 | Camion    | Claude Brubach                      | Mercedes      | 6º   | 54º         |
| 1987 | Camion    | Lacour - Pascal Maimon              | Mercedes      |      | 81º         |
| 1988 | Camion    | Thierry De Saulieu - Danilo Bottaro | Perlini       | 4º   | 52º         |
| 1989 | Auto      | Pascal Maimon                       | Peugeot       |      | 16º         |
| 1990 | Camion    | Thierry De Saliau - Danilo Bottaro  | Perlini 105F  | 2º   |             |
| 1991 | Camion    | Thierry De Saliau - Danilo Bottaro  | Perlini 105F  | 1º   |             |
| 1992 | Camion    | Thierry De Saliau - Danilo Bottaro  | Perlini 105F  | 2º   |             |
| 1993 | Camion    | Diamante - Danilo Bottaro           | Perlini 105F  | 2º   |             |